# Avermectina

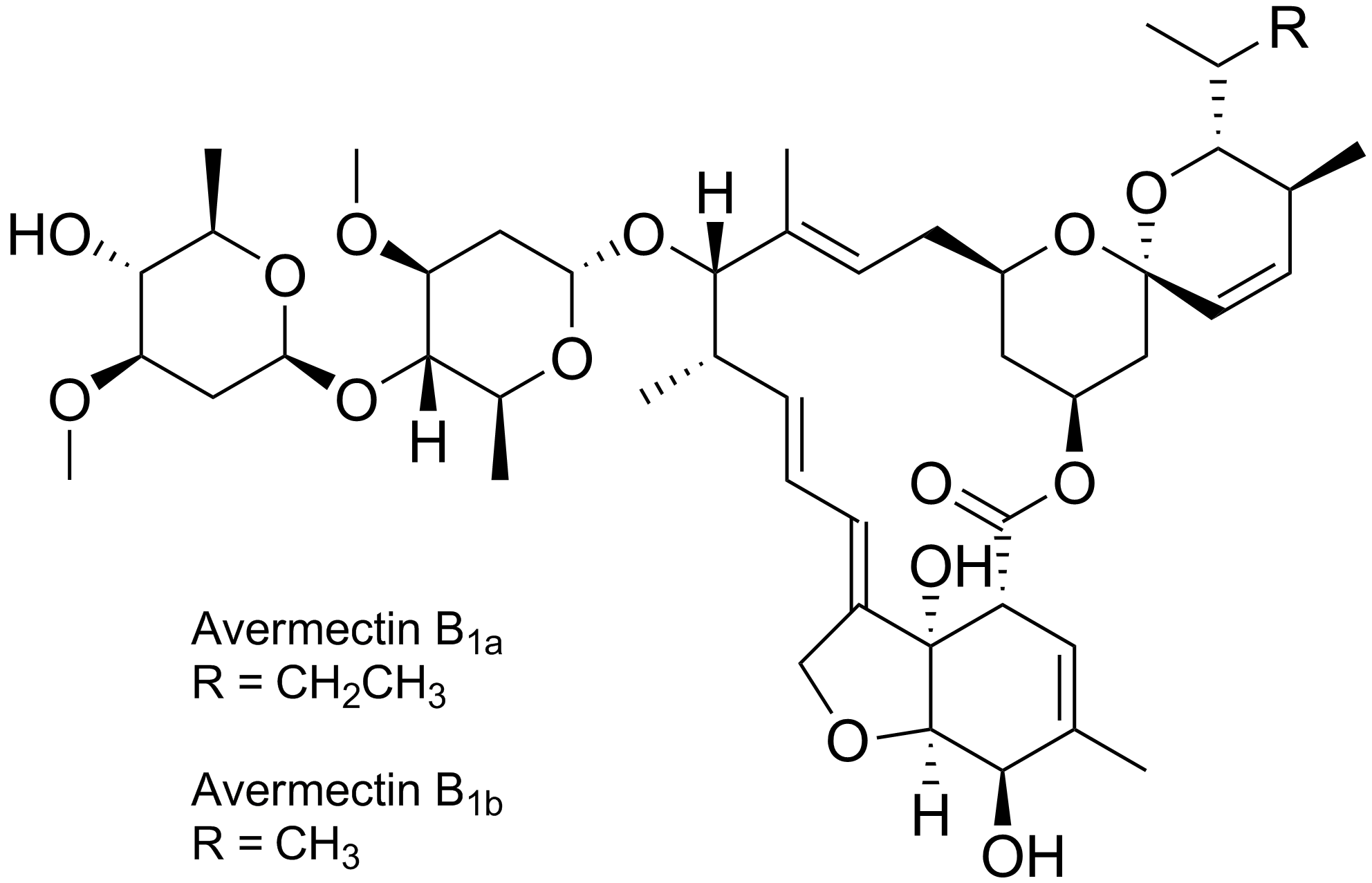
Estructures químiques de l'avermectina B1a i B1b

L'avermectina és un compost orgànic macrocíclic natural, produït pel Streptomyces avermitilis, un tipus d'eubacteri que viu al sòl. Presenta propietats acaricides, insecticides i antihelmíntiques; bloca la transmissió dels impulsos elèctrics als nervis i a cèl·lules musculars, en estimular l'alliberament i fixació d'àcid γ-aminobutíric a nivell de les terminacions nervioses, donant lloc a un flux d'ions de clorur Cl– a l'interior de les cèl·lules i la hiperpolarització de les membranes plasmàtiques. Això provoca la paràlisis del sistema neuromuscular dels invertebrats. S'han pogut aïllar vuit avermectines diferents, quatre parells de compostos homòlegs, amb un component principal «a» i un component «b» menor, en general en relacions de 80:20 fins a 90:10.